# أحمد كامل مرسي
أحمد كامل مرسي (1 يونيو 1909 - 3 أغسطس 1987)، مخرج سينمائي وتليفزيوني ومسرحي، ناقد فني، مؤلف، مترجم.

## عن حياته
أحمد كامل مرسي من مواليد محافظة القاهرة – حصل على ليسانس الآداب عام 1931، من جامعة القاهرة.

## حياته الفنية

### إلتحاقه بمعهد التمثيل الحكومي الأول
التحق بمعهد التمثيل الحكومي الأول الذي افتتح عام 1930 على يدي (زكي طليمات) أثناء دراسته للبكالوريا، لكن المعهد لم يستمر سوى عام واحد وتم إغلاقه بسبب الزوبعة التي قامت ضد اختلاط الجنسين وقام عميده (زكي طليمات) بتوزيع طلبة معهد التمثيل على الفرق التمثيلية في المدارس.

### المسرح المدرسي وتدريبه للفرق التمثيلية
انشغل أحمد كامل مرسي بالمسرح المدرسي وتدريب الفرق التمثيلية؛ لذا فشل في الحصول على البكالوريا فالتحق بكلية الآداب (القسم الحر) الذي أنشأه (طه حسين)، ثم التحق بوظيفة في مصلحة المساحة التسجيلية، ثم نقل للأرشيف قلم قضايا وزارة الأشغال، وفي تلك الأثناء انضم إلى جمعية أنصار التمثيل والسينما.

### عمله بالصحافة الفنية
بدأ العمل في الصحافة الفنية، ثم أصبح مسئولا عن صحيفة يومية تتضمن مقالات في النقد عموما أي في النقد السينمائي، والمسرحي، والإذاعي في صحيفة (روزاليوسف[ ؟ ])، وعمل أيضا في تقديم الندوات والأحاديث في الإذاعة، ولم يستمر في دراسته بالقسم الحر بكلية الآداب. وفي عام 1933 شارك في إصدار مجلة (فن السينما) مع مجموعة السينمائيين المثقفين (كنيازي مصطفى) و (أحمد بدرخان)، وصدر منها (15) أو (16) عددا، وشارك أيضا في تكوين جمعية للنقاد عام 1933.

### قيامه بأول تجربة لدبلجة فيلم أجنبي للغة العربية
في عام 1934 حاول (أحمد سالم) و (جبرائيل تلحمي) القيام بأول تجربة لدبلجة فيلم أجنبي إلى اللغة العربية، وكان الفيلم المرشح للدبلجة (السيد ديدز يذهب إلى المدينة) من إخراج (فرانك كابرا)، وكان (أحمد سالم) قد كلف (أحمد رامي) ثم (بديع خيري) بكتابة حوار الفيلم الأمريكي باللغة العربية، إلا أنهما لم يوفقا إلى ذلك، واقترح (نيازي مصطفى) على (أحمد سالم) الاستعانة بصديقة أحمد كامل مرسي فاستدعاه وعرض عليه الأمر، فوافق أحمد كامل مرسي على دخول هذه التجربة التي لم يكن له سابقة خبرة فيها، وقد نجح في هذا العمل الذي استغرق نحو شهر، وتقاضى عنه ثلاثين جنيها، وقام بدبلجة أفلام أخرى منها (مستر ديدز الشاذ)، (ألف ليلة وليلة)، (مصير إنسان).

### عمله كمساعد مخرج
عمل أحمد كامل مرسي كمساعد مخرج (لتوجو مزراحي) و (يوسف وهبي) في فيلم (ساعة التنفيذ) و (لنيازي مصطفى)، ويعترف أحمد كامل مرسي أنه قد استفاد كثيرا من عمليات (الدوبلاج) التي كان يقوم بها للأفلام الأجنبية، إذ كان مضطرا لمشاهدة الفيلم أمام (الموفيولا)أكثر من مرة وذلك لترجمتة ترجمة حرفية ثم إعادة كتابته بالعربية على الصورة، وذلك على (الموفيولا)، وقد كان ذلك يفسح له فرصة التأني في دراسة حركة الكاميرا و (الميزانسين) بشكل عام.

### تحوله للإخراج السينمائي
```
وفي عام 
1939
 يتحول 
أحمد كامل مرسي
 إلى 
الإخراج السينمائي
، وفي نفس الوقت ظل يمارس 
الكتابة النقدية
، فيقدم فيلمه الأول (
العودة إلى الريف
) 
1939
، والذي استوحاه من فيلم نمساوي، يدعو فيه إلى أن يكون صاحب الأرض بالقرب من أرضه، وكان هذا الفيلم أول فيلم تمثله وتغني فيه المطربة (
ملك محمد
) التي كانوا يطلقون عليها 
مطربة العواطف
، وكان آخر فيلم لها في نفس الوقت، فقد قررت بعد ذلك عدم الظهور في السينما؛ لأنه لم يحقق النجاح الذي كانت تتوقعه، ويعترف المخرج أنه نقل مشهدا من الفيلم النمساوي بطريقة (
الكونترتيب
)، وقد تكلف إنتاج الفيلم ثلاثة آلاف من الجنيهات.
```

### العودة إلى الكتابة والنقد
يعود أحمد كامل مرسي بعد هذا الفيلم إلى الكتابة والنقد وبدأ مع مجموعة من السينمائيين الشبان من بينهم (أحمد خورشيد) في تصوير فيلم (بنت الشيخ)، وكانوا كلما حصلوا على ما يكفي لتصوير علبة واحدة خرجوا للتصوير، وهكذا استمروا في التصوير فترة طويلة، وفي تلك الأثناء عرض عليه (حسين صدقي) إخراج باكورة إنتاجية وهو فيلم (العامل) الذي اشترك في كتابته مع (حسين صدقي) و (محمد عبد الجواد[ ؟ ]) وتمثيل (فاطمة رشدي)، (مديحة يسري)، (عبد الحميد زكي)، وعرض عام 1943، ويتناول مشكلة التأمينات على العمال، وخاصة التأمين ضد الإصابة بسبب العمل. ويعد فيلم (العامل) أول فيلم يتناول إحدى مشاكل العمال، وحقق نجاحا شعبيا كبيرا، وصدر قانون التأمين على الإصابة بسبب العمل بعد فترة وجيزة من عرض الفيلم.
وفي نفس الوقت ينتهي من فيلم (بنت الشيخ) ويعرض أيضا عام 1943 تمثيل (محسن سرحان)، (هاجر حمدي)، وهو الفيلم الذي يصور قصة حب يعوقها العداء القديم بين قبيلة البطل وقبيلة البطلة مثل (روميو وجوليت) وقدم فيه أحمد كامل مرسي عدة تجارب في الإضاءة والتكوين وحركة الكاميرا والمونتاج.
```
وفي عام 
1945
 يقدم 
فيلمه الروائي
[
 ؟ 
]
 الرابع (
الجنس اللطيف
) وهو 
مليودراما
 في إطار غنائي تمثيل المطرب (
محمد أمين
[
 ؟ 
]
)، ويعترف المخرج أنه أحد الأفلام التي لا يذكرها، أو بالأحرى لا يريد أن يتذكرها، وهو من تأليف (
نيازي مصطفى
) و (
أبو السعود الإبياري
)، وهو 
فيلم غنائي
 جامع شامل للحب والكراهية والشر والاغتصاب والإخلاص.. إلخ، وهذا الفيلم كان واحدا من الأسباب التي جعلته يشعر باليأس من السينما، وهو الفيلم الوحيد من بين أفلامه التي لم يكتبها، فقد كان المنتج (
أفلام محمد أمين
) يختلق الأدوار اختلاقا لكل راقصة تنال إعجابه، وقد أتم تصوير هذا الفيلم أثناء تصويره لفيلمه التالي (
النائب العام
) 
1946
.
```

و يعد فيلم (النائب العام) 1946، أول فيلم مصري يناقش قضية فكرية، استغرق تصويره أكثر من عامين، فقد بدأ تصويره عام 1944، بسبب تغيير إدارة أستوديو مصر التي أنتجته وعرض الفيلم بالصدفة ودون إعلانات أو دعاية، ودون حصوله على تصريح من الرقابة؛ لأن الرقابة رفضت عرض الفيلم لإدانته (النائب العام) في جريمة قتل، ووافق وزير الشؤون الاجتماعية شفويا على عرضه لأنه كان في الإسكندرية لحين عودته للقاهرة ليشاهده، والفيلم مأخوذ عن مسرحية (النائب العام) التي قدمها للمسرح الشاعر الألماني (فريدريش شيللر)، وتعمد أحمد كامل مرسي ألا يشاهد المسرحية حتى لا يتأثر بها عند كتابة السيناريو؛ لذا طبع الفيلم بالطابع المصري الأصيل من حيث الروح العامة، ومن حيث التفاصيل كالملابس والديكور والتمثيل، فقد جعل القاضي الذي درس اللاهوت في المسرحية دارساً في الأزهر الشريف، واهتم بالقضية الفكرية في الفيلم والصراع بين القوانين الشرعية والقوانين الوضعية من ناحية، و بين فهم القانون كنص وحرف، وبين فهمه كمغزى ومعنى من ناحية أخرى، ولم يسبق أن ناقش فيلم مصري مثل هذه القضية الفكرية، وقد تمت مناقشها من خلال الدراما، دراما الرجل الذي ظلمه فهمه للقانون كنص وحرف، ودراما الرجل الذي درس القوانين الشرعية والوضعية في نفس الوقت، واستطاع أن يحقق بعدة مراحل، ويناقش الفيلم أيضا قضية علاقة القانون بالمجتمع؛ لذا نجد الفيلم بالرغم من خلوه من العناصر السائدة آنذاك في الأفلام المصرية من رقص وغناء وهزلية، فقد استقبله النقاد بحفاوة لخروجه الكلي عن الأفلام السائدة، وكان ثمرة حركة قوية هي (حركة أستوديو مصر) و (العصر الذهبي للسينما المصرية)، بمعنى غلبة الأفلام الجيدة في تلك الفترة.
وفي العام التالي يقدم فيلما كان أحمد كامل مرسي يعلن دائما أنه يعتز به كثيرا، كما يعتز بفيلمي (بنت الشيخ) و (النائب العام) وهو فيلم (غروب) 1947؛ لأنه قدم بذلك جهدا كبيرا في تحريك الكاميرا وتحريك الممثلين، وكان من الناحية الفنية أكثر تقدما من (النائب العام وهو مزيج من قصة (بيجماليون)، و (غادة الكاميليا). فهناك ثريان يتراهنان على أنه من الممكن لفتاة من فتيات الليل أن تبدأ حياة جديدة، ولكن هذه الفتاة تخون الرجل الذي انتشلها من الشارع، وتمرض وتموت في النهاية مع غروب الشمس، وقامت بهذا الدور (عقيلة راتب).
```
ثم يقدم 
أحمد كامل مرسي
 في العام التالي فيلم (
عدالة السماء
) 
1948
 المأخوذ عن مسرحية أجنبية إعداد (
أحمد شكري
[
 ؟ 
]
)، ويحكي قصة رجل دخل السجن ظلما، ولما خرج كانت ابنته على وشك السقوط ولكنه يتمكن من إنقاذها في اللحظة الأخيرة، ولم يكن 
أحمد كامل مرسي
 سعيدا بهذا الفيلم لأن المنتج تمكن من فرض بعض المشاهد رغما عن إراداته.
```

كما يقدم في نفس العام 1948 فيلما روائيا قصيرا إرشاديا بعنوان (المواطن الصالح) ومدته عشرون دقيقة، من إنتاج وزارة الصحة.
وفي عام 1949 تبدأ (ثلاثية بيوت أحمد كامل مرسي) وهي:
- (البيت الكبير) 1949، الذي يتناول مشكلة تعدد الزوجات.
- (ست البيت) 1949 عن علاقة الزوجة بالحماة في بيت واحد.
- (كل بيت وله راجل) 1949، وهو فيلم سيئ لأنه لم يشرف عليه في المونتاج حيث أضافوا عليه رقصة طويلة.

ويعد فيلم (ست البيت) أفضل أفلام الثلاثية رغم أنه ينتهي نهاية تعتمد على التشويق والإثارة في مشهد القطار الذي فيه البطلة (فاتن حمامة) وهي نهاية من اقتراح (هنري بركات) الذي كان مسئولا عن الإنتاج، والأفلام الثلاثة أخرجت في عام واحد.

### سفره إلى العراق
```
ويسافر احمد كامل مرسى إلى 
العراق
 عام 
1949
 حيث قام بإخراج فيلم (
ليلى في العراق
) 
1949
، وحدث في نفس العام أن اختارت 
وزارة الشئون الاجتماعية
 فيلمي (
البيت الكبير
) و (
ست البيت
) لتمثيل مصر في (
مهرجان كان
)؛ مما أدى إلى حملة صحفية عنيفة ضد 
أحمد كامل مرسي
 فحز ذلك في نفسه واضطره للسفر إلى 
العراق
، لكنه وجد الحال هناك سيئاً أيضا؛ فقرر العودة إلى مصر، ولم يُعرض الفيلم العراقي في مصر لصعوبة فهم 
اللهجة العراقية
.
```

وفي عام 1951 يقوم بإخراج فيلم (طيش الشباب) وهو مأخوذة عن الفيلم الأمريكي (العيون السوداء) الذي كان قد عمل الدوبلاج له، والفيلم مليودراما عن رجل يحافظ على ابنته من السقوط، ولكنه يجدها ذات يوم مع رجل في البار الذي يعمل فيه، فيصاب بالعمى، وفي النهاية يتبين أنها كانت بريئة، لكنه لا يسترد بصره، وقد قامت بتمثيل الدور الرئيسي فيه (سميحة مراد) شقيقة (ليلى مراد)، والذي كان أول وأخر أفلامها رغم صوتها الذي لا يقل جمالا عن صوت شقيقتها (ليلى مراد).
في العام التالي 1952 يعود إلى قصة فيلمه الذي قدمه منذ ثلاث سنوات (البيت الكبير) في فيلم جديد بعنوان (الأم القاتلة) مع بعض التغيير وهو الفيلم الذي عرض في الحادى والعشرين من فبراير 1952 لأن الممثل (محمود المليجي) أراد أن يتحول إلى منتج فكتب قصة (الأم القاتلة) عن فيلم (البيت الكبير)، وعرض عليه إخراجها، فتردد قليلا، لكنه قرر أن يخوض التجربة، وكانت النتيجة أن الفيلم الأول جاء أفضل من الثاني؛ لأن (البيت الكبير) مأخوذ عن فيلم أجنبي، فأصبح فيلم (الأم القاتلة) صورة الصورة، وليس حتى صورة الأصل وكان أحمد كامل مرسي يطلق على مثل هذه الأفلام (أفلام المنتجين)، وفي نفس العام أخرج فيلما كوميديا بطولة (إسماعيل يس) بعنوان (اديني عقلك) 1952.
وفي عام 1953 يقوم بإخراج الفيلم الروائي القصير (الدوامة) تمثيل (سناء جميل)، (صلاح سرحان)، (نبيل الألفي) لحساب وزارة الشئون الاجتماعية، وهو فيلم إرشادي وإعلامي.
في أوائل عام 1954 يقدم فيلم (كدت أهدم بيتي)، وهو رابع الأفلام التي تتناول مشاكل البيت المصري والذي كان قد سبقه (ثلاثية البيت) عام 1949، التي قدمها المخرج. وبينما يقرر المخرج في حديث له: أن فيلم (كدت أهدم بيتي) هو الثالث لا الرابع الذي يتناول مشاكل البيت المصري؛ لأنه لا يحب فيلم (كل بيت وله راجل)؛ لأن يداً أخرى تدخلت فيه، وتدور أحداث فيلم (كدت أهدم بيتي) حول الشك، وكيف يجب على الزوج أن يتأكد قبل أن يشك في زوجته.
وفي نفس العام يقدم فيلمين تسجيلين بعنوان (طريق الحياة) 1954 ومدته عشر دقائق، لحساب شركة مصر للتأمين و (النهضة الصناعية) 1954 ومدته عشرون دقيقة لحساب وزارة الإرشاد القومي، ثم الفيلم الروائي الكوميدي الطويل (أمريكاني في طنطا) 1954 حيث تتبع الكوميديا من الموقف، ويدور حول رجل من طنطا يهاجر إلى أمريكا، وعندما يعود إلى بلاده يتصور الجميع أنه أصبح مليونيرا، بينما هو في الحقيقة مفلس تماما، والفيلم ينقد الحياة والسياسة الأمريكية، وقد نجح الفيلم رغم أن أبطاله ليسوا ممثلين كوميديين مثل (حسين رياض)، (شكري سرحان)، (كريمان).

### آخر أفلامه الروائية الطويلة
```
وكانت آخر أفلامه الروائية الطويلة (
الميعاد
) عام 
1955
 تمثيل (
صلاح نظمي
)، (
كمال حسين
)، (
سناء جميل
) ويدور حول خمسة أصدقاء تواعدوا على اللقاء بعد خمس سنوات من العمل، لمعرفة من الذي سينجح منهم، هل هو صاحب المبادئ أم الانتهازي، ويكون الانتهازي هو أكثرهم نجاحا. 
```

### اعتزاله إخراج الأفلام الروائية وعمله بالإذاعة والتليفزيون
ويعتزل أحمد كامل مرسي العمل في الأفلام الروائية فيعمل في الإذاعة من عام 1956 حتى عام 1959، وفي التليفزيون من عام 1959 حتى عام 1962، ويعترف أن أخلاقياته، لا أخلاقيات الوسط السينمائي هي السبب في اعتزاله العمل في الأفلام الروائية، لكنه واصل العمل في الأفلام التسجيلية، والروائية القصيرة، والدوبلاج والتي من بينها الفيلم الروائي القصيرة (آباء وأبناء) 1955 45 دقيقة، والفيلم التسجيلي (رمضان) ويتكون من 32 حلقة للتليفزيون مدة كل منها 15 دقيقة 1960، والفيلم التسجيلي (المستقبل الأخضر) 1962، والروائي القصير (السيرك) 1962، والتسجيلي (القاهرة) ويتكون من 30 حلقة للتليفزيون، والأفلام التسجيلية (السينما آلة وفن) 1964، و (محمود سعيد) 1965 2دقيقة، و (يوسف كامل) 1966 31 دقيقة، و (تاريخ السينما المصرية) 200 دقيقة، و (رسالة إلى العدو) 1967، 1968 في خمس حلقات مدة الحلقة من 5 إلى 7 دقائق عن قصيدة (عبد الرحمن الشرقاوي) (رسالة إلى جونسون)، و (المقاولون العرب) 1973، ودوبلاج فيلم (الأميرة الصغيرة والأقزام السبعة) 1978.

### تأليفه لمعجم الفن السينمائي ومراجعتة للكتب السينمائية
بالإضافة إلى وضع (معجم الفن السينمائي) ومراجعة الكتب السينمائية مثل (فن الفيلم) ترجمة صلاح التهامي، و (فن المونتاج السينمائي) ترجمة (أحمد الحضري)، والذي استغرق خمس سنوات.

### عمله رئيسا لقسم الإخراج بمعهد السينما
وقد عمل أحمد كامل مرسي رئيسا لقسم الإخراج بمعهد السينما عام 1967، وقدم العون الفنى للكثير من أهل الغناء من خلال الإلامة وكان أول تلك الأعمال للمطربة (ملك محمد) في أول واخر افلامها وهو فيلم (العودة إلى الريف) أيضا قدم المطربة (سميحه مراد) في أول واخر افلامها (طيش الشباب) 1951 وغنى في اعمالة (سيد إسماعيل) وفيلم (الام القاتلة) أيضا غنى في فيلم (الجنس اللطيف) وكانت البطولة للمطرب (محمد امين[ ؟ ]) أيضا غنى المطرب (عباس البليدى) وشارك في (فيلم العامل).

## قائمة أعماله وإنتاجه الفنى

### افلام اخرجها
- تاريخ السينما المصرية - 1967 - فيلم وثائقي/تسجيلي [لم يعرض بعد]
- الميعاد - 1955 - فيلم
- أمريكاني من طنطا - 1954 - فيلم
- كدت أهدم بيتي - 1954 - فيلم
- إديني عقلك - 1952 - فيلم
- الام القاتلة - 1952 - فيلم (مخرج)
- طيش الشباب - 1951 - فيلم
- ليلى في العراق - 1949 - فيلم
- كل بيت له راجل - 1949 - فيلم
- ست البيت - 1949 - فيلم
- البيت الكبير - 1949 - فيلم
- عدل السماء - 1948 - فيلم
- غروب - 1947 - فيلم
- النائب العام - 1946 - فيلم
- الجنس اللطيف - 1945 - فيلم
- العامل - 1943 - فيلم وثائقي/تسجيلي
- بنت الشيخ - 1943 - فيلم
- ليلى بنت الريف - 1941 - فيلم (مخرج مساعد)
- عريس من استنبول - 1941 - فيلم (مخرج مساعد)
- العودة إلى الريف - 1939 - فيلم
- صورة نادية - 0 - مسلسل اذاعي (مخرج)
- سمن على عسل - 0 - مسلسل اذاعي (مخرج)
- الدنيا بخير - 0 - مسلسل اذاعي (مخرج)
- مذكرات المرحوم - 0 - مسلسل اذاعي (مخرج)

### افلام قام بتأليفها
- كدت أهدم بيتي - 1954 - فيلم (سيناريو)
- طيش الشباب - 1951 - فيلم (سيناريو وحوار)
- كل بيت له راجل - 1949 - فيلم (سيناريو)
- ليلى في العراق - 1949 - فيلم (قصة وسيناريو وحوار)
- البيت الكبير - 1949 - فيلم (سيناريو وحوار)
- ست البيت - 1949 - فيلم (سيناريو)
- عدل السماء - 1948 - فيلم (سيناريو وحوار)
- غروب - 1947 - فيلم (سيناريو وحوار)
- النائب العام - 1946 - فيلم (سيناريو وحوار)
- بنت الشيخ - 1943 - فيلم (سيناريو وحوار)
- العودة إلى الريف - 1939 - فيلم (قصة وسيناريو وحوار)
- تيتاوونج - 1937 - فيلم (قصة وسيناريو وحوار)

### أفلامه التسجيلية
- محمود سعيد[ ؟ ]
- يوسف كامل
- تاريخ السينما المصرية، عام 1973 .

### تمثيل
- الحكم بعد المداولة - 1975 - برنامج (ضيف شرف)

### أعماله الثقافية
1. معجم الفن السينمائي، بالاشتراك مع الدكتور / مجدى وهبة 1973.
2. تاريخ السينما المصرية 1973 .

## رحيله
ظل أحمد كامل مرسي يواصل العمل ويعطى الجميع من ابدعاتة حتى توفي في 3 أغسطس عام 1978 قبل أن يكمل كتابة الذي بدأ العمل فيه عن تاريخ السينما المصرية.

## وصلات خارجية
- أحمد كامل مرسي على موقع IMDb (الإنجليزية)
- أحمد كامل مرسي على موقع الدهليز
- أحمد كامل مرسي على موقع قاعدة بيانات الأفلام العربية
- صفحة المخرج على موقع السينما
- صفحة المخرج على قاعدة بيانات الأفلام على الإنترنت